# Hwang Chung-gum
Hwang Chung-gum (* 11. September 1995) ist eine nordkoreanische Eishockeyspielerin.
Sie vertrat die nordkoreanische Frauennationalmannschaft bei den Weltmeisterschaften der Jahre 2015 der Division IB sowie zwischen 2016 und 2019 der Division IIA. Dabei wurde Hwang bei der WM 2019 zur besten Verteidigerin des Turniers gewählt.
Bei den Olympischen Winterspielen 2018 in Pyeongchang bildeten Nord- und Südkorea eine gemeinsame Eishockeymannschaft der Frauen und liefen bei der Eröffnungsfeier unter gemeinsamer Flagge ein. Dabei war Hwang gemeinsam mit dem südkoreanischen Bobfahrer Won Yun-jong Fahnenträgerin. Hwang Chung-gum kam in vier von fünf Spielen zum Einsatz.